# Saint-Gaultier
 Saint-Gaultier  es una población y comuna francesa, en la región de  Centro, departamento de Indre, en el distrito de Le Blanc. Es el chef-lieu y mayor población del cantón de Saint-Gaultier.

## Demografía
| 2133 | 2235 | 2174 | 2042 | 1995 | 1934 |
| Para los censos de 1962 a 1999 la población legal corresponde a la población sin duplicidades (Fuente: INSEE [Consultar]) |      |      |      |      |      |